# Zeta Canis Minoris
Zeta Canis Minoris (ζ CMi / ζ Canis Minoris) é uma estrela gigante luminosa azul-branca de tipo B na constelação de Canis Minor.